# Schönberg (Plön járás)
Schönberg település Németországban, Schleswig-Holstein tartományban. Lakosainak száma 6313 fő (2023. december 31.).

## Népesség
A település népességének változása:
| Lakosok száma | 3980 | 6376 | 6403 | 6347 | 6356 | 6313 |
|               | 1975 | 2017 | 2019 | 2021 | 2022 | 2023 |